# Mönlam

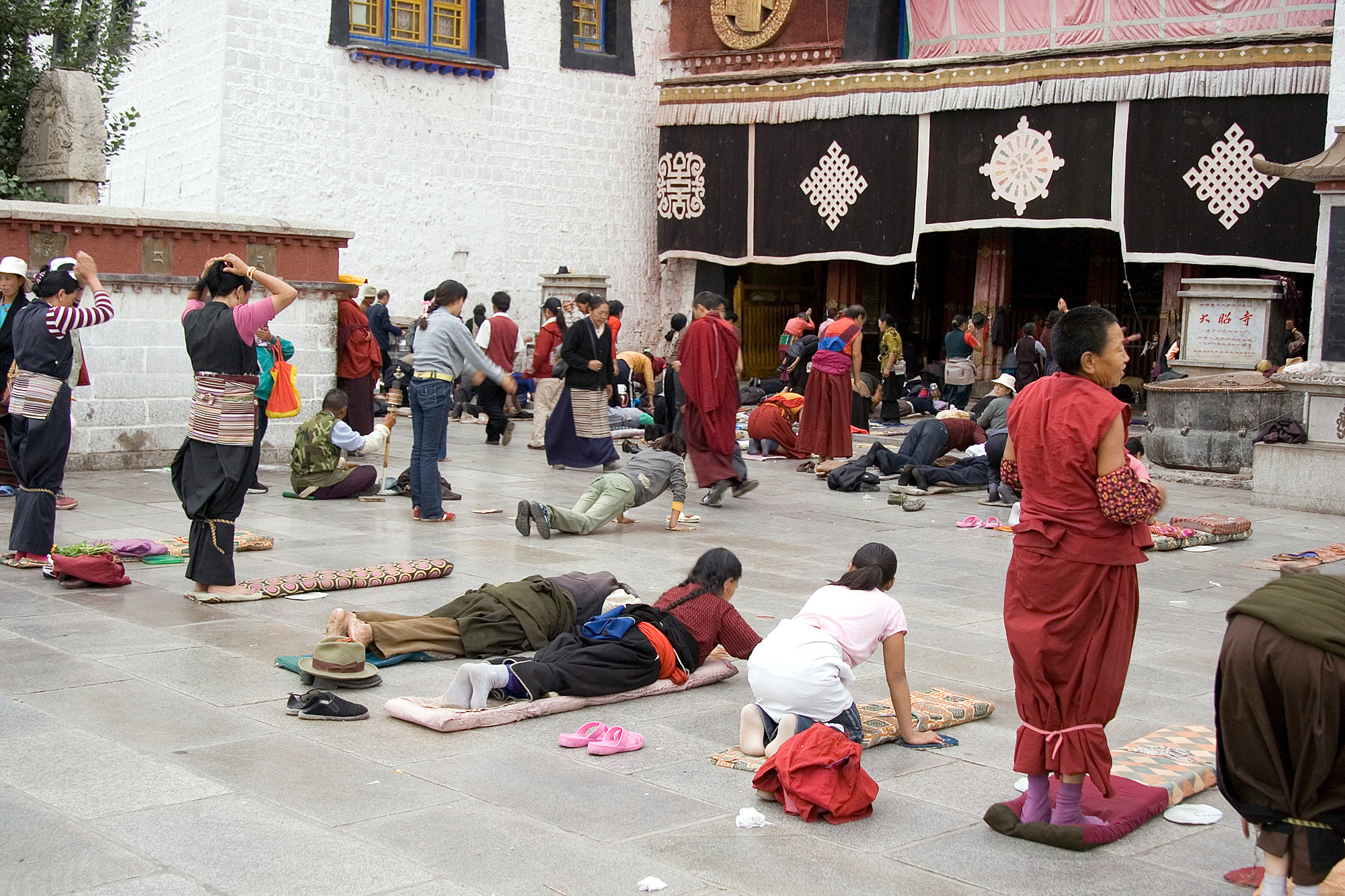
Pilger im Heiligtum Jokhang, Lhasa, während des Großen Gebetsfestes (Mönlam Chenmo)

Das tibetische Fest Mönlam oder Mönlam Chenmo (tib.: smon lam chen mo), die Feier des Großen Gebetes der Tibeter kurz nach dem Tibetischen Neujahrsfest Losar, ist ihr größtes religiöses Ereignis des Jahres. Es geht auf eine 1409 von Tsongkhapa aus der Gelug-Schule des tibetischen Buddhismus begründete Tradition zurück.
Gewöhnlich im Frühling vom 4. bis 11. Tag des ersten Monats nach dem tibetischen Kalender, in den drei großen Klöstern Lhasas vom 3. oder 4. bis zum 25. Tag nach dem tibetischen Kalender, versammeln sich vor dem Shakyamuni-Bildnis im Heiligtum Jokhang buddhistische Mönche aus den Klöstern Drepung, Sera und Ganden und andere Pilger, verrichten Gebete, rezitieren und debattieren Sutren. Examen für den Geshe-Titel (den höchsten Gelehrtengrad im tibetischen Buddhismus) werden abgehalten.
Höhepunkt ist die Zeremonie des "Sonnens des Buddha", bei der ein 30 × 20 m großes Thangka mit einem Buddhabildnis am Hang eines Hügels entrollt wird.
Es wird auch in den Klöstern Labrang und Rongwo Gönchen in Amdo gefeiert. In die Zeit dieses Festes fallen mehrere kleinere tibetische Feste, darunter das Fest der Freilassung gefangener Tiere am 8. und das Butterlampenfest (Chötrul Düchen) am 15. Tag nach dem tibetischen Kalender.

### Chinesische Weblinks
- Chuanzhao Dafahui, Chuanzhao Dafahui
- Xizang fojiao shi shang de san ci da fahui[7]